# Рудка-Козинська
Рудка-Козинська — село в Україні, у Луцькому районі Волинської області. Входить до складу Рожищенської міської громади. Колишній центр Рудко-Козинської сільської ради, якій були підпорядковані села Залісці, Козин, Ужова. Село розташоване в 9 км на північний-захід від центру громади. Населення становить 752 осіб.

## Назва
Назва села виникла від того, що на його півночі простяглися великі непрохідні болота з покладами залізної руди червоно-рудого кольору. Від цього і виникла назва села Рудка, як його спочатку називали. Щоб відрізнити його від інших сіл, що мали таку ж назву, стали локалізувати тим, що воно знаходиться поблизу села Козин, звідки і виникла назва Рудка-Козинська.

## Історія

### Від Середньовіччя до 1795 року
Рудка-Козинська — поселення стародавнє. Перші його поселенці осіли на північно-західній частині, на горбі, де тепер стоїть церква. Писемні джерела свідчать, що в XV ст Рудка-Козинська була значним поселенням. Вона вже мала свою церкву, до якої були приписані довколишні села. Літопис Рудківського приходу показує, що в його церкві зберігається метрична книга записів народжень і шлюбів з 1499 року.
У 1570 році Рудка-Козинська належала поміщикові Федору Рудецькому. Тут тоді нараховувалося 11 дворів, з них городників — 8, які не мали польових земельних наділів, а займались рудним промислом. Уже через 13 років(у 1583 році) кількість дворів у селі зросла до 14 за рахунок городників. Це свідчить про розширення рудного промислу по виробництві заліза.
У 1583 році Рудка-Козинська знаходилася в руках орендаря Я. К. Москі.

### Російська імперія
Внаслідок 3-го поділу Речі Посполитої 1795 року Волинь увійшла до складу Російської імперії. У багатьох селах одразу змінилися власники, так село Рудка-Козинська стало належати князю Вороницькому.
Під час Франко-російської війни 1812 року недалеко на захід від села відбулася битва між російськими і наполеонівськими військами. Французи були розбиті, тому вони відступили у село Пожарки. Поломані вози, поранені коні та інше спорядження забрали селяни. В битві полягло багато воїнів, про це свідчать 8 курганів, що знаходяться по шляху від Рудки-Козинської до села Башова.
Протягом XIX століття декілька разів змінювалися власники Рудки-Козинської. Село належало дворянину Свецинському, Гулевичу, панні Ясінській, яка передала землю німецьким колоністам.
На початку XIX століття селяни Рудки-Козинської жили у тяжких побутових умовах. Хати були малі, без димоходів, курні. Будували їх з вільхових або соснових колод. Всередині приміщення стояла грубка або піч, в стіні була дірка для виходу диму. Під час палення людина могла лише сидіти, щоб дим був над головою. В цих будинках размом з людьми жили також поросята, телята і ягнята, а інколи навіть велика худоба, якщо хворіла чи ще щось таке.
У 1831 та 1854 роках в селі лютувала холера. Померлих ховали на окремих кладовищах без трун. Померлі були одягнуті в той одяг, в якому їх застала смерть. У ті часи холеру сприймали як «Божу кару» і в ніяке лікування не вірили.
у 1847-1848 роках за селянами Рудки-Козинської було закріплено 456 десятин землі.
Скасування кріпосного права дало поштовх до розвитку капіталізму і на селі. Дерев'яне рало було замінено залізним плугом. Поліпшився обробіток землі і збільшилося виробництво зерна. Крім землеробства, селяни займалися теслярством. Чоловіки робили колеса, посуд, а жінки виробляли різного роду полотно. Свої вироби і хліб селяни вивозили на ринок в Рожище, Ковель або Луцьк. В результаті серед населення росло розшарування. Частина селян відправляється в міста на заробітки, деякі селяни розбагатіли, з яких почала складатися сільська верхівка, вони мали свої молотарки, віялки, січкарні. Збільшилося населення села, подорожчала земля. Відбулися зміни і у побуті селян. Хати почали будувати з димоходами, грубки класти із цегли. У більшості селян в садках росли вишні та сливи, тільки в кінці XIX століття завдяки німецьким та чеським колоністам в селі з'явилися яблуні, груші, горіхи і т. д.
На час реформи в селі нараховувалось 35 дворів, з них один городницький без польової землі, 123 ревізькі душі(Ревізька душа — особа, занесена в список для нарахування подушної податі).
У 1861 році в селі була відкрита церковно-приходська школа. Служителі церкви навчали учнів читати, писати, рахувати і знати закон Божий. Школу відвідували лише хлопці.
Польське повстання 1863-1864 років сприяло тому, що царський уряд переглянув взаємовідносини між поміщиками ти селянами Правобережної України і видав у липні 1863 року указ, за яким селянам поверталась захоплена поміщиками після 1848 року земля. Після указу селянам Рудки-Козинської було збільшено кількість надільної землі. Руденці отримали на двір по 15 десятин землі, з якої лише половина була орною. Також уряд був змушений значно понизити викупні платежі, яких селяни були не в змозі платити. Після придушення польського повстання земля Рудки-Козинської, що належала поміщикові, була конфіскована в казну.
У 1866 році в селі сталася пам'ятна подія — за три кілометри від нього, недалеко від села Ужова, випадково було відкрито велике джерело, яке за ніч залило всю навколишню місцевість. Наступного дня з великим зусиллям воно було закрите мішками із землею.
У 1870 році за декілька кілометрів на північ від села була прокладена залізниці Ковель-Київ.
Вже у 1870-х роках «Старий ліс», що пролягав з південно-східної частини села, був вирубаний лісопромисловцями(в основному чеськими та німецькими колоністами). За рахунок цього розширилась площа орної землі. В селі появились земельні володіння мирового судді і мирового посередника.
В кінці 1870-х роках уряд подарував землі Рудки-Козинської румуну Кістостурову за участь у Російсько-турецькій війні 1877-1878 років, в якій він відзначився. Власник маєтку, в якому нараховувалось 323 десятини землі, жив зимою в Акермані(зараз Білгород-Дністровський), а літом приїжджав у село. Господарство вів управитель. Частину землі обробляли селяни, а частину — щоденно наймані селяни і постійні наймити. Поміщик Кістостуров продав землі через банк мешканцям села внаслідок революційниого руху у 1905-1907 роках і виїхав у Румунію.
У 1880 році в Рудківському приході була страшна епідемія віспи, помирали діти і дорослі, багато дітей залишилося сліпими.
У 1892 році в церковно-приходській школі навчалося 32 хлопці. На той час письменних на весь прихід, які уміли читати і писати, було лише чоловік 30.
Через відсутність належної медицини в селі була висока дитяча смертність. Так у 1893 році в Рудківському приході народилося 123 дитини з яких 81 дитина померла. Середня тривалість життя тоді становила 32 роки, головне було пережити перші 5 років життя.
В кінці XIX століття в селі Міністерством освіти було відкрито двокласну школу. Спочатку учителями в ній були сини священиків, а пізніше — вихідці з селян. Першим таким вчителем був Корніюк Антон Якович, який успішно закінчив церковно-приходську школу і навчався на вчительських курсах в Житомирі, а після їх закінчення повернувся в село і працював вчителем з 1900 по 1905 рік.
На початку XX століття в житті села відбуваються помітні зміни. Розширюються площі орних земель, вдосконалюються знаряддя праці, краще обробляється земля, збільшуються врожаї зернових. Порівняно швидко зростає населення села. За даними перепису 1906 року в Рудці-Козинській нараховувалося 89 дворів в яких мешкало 567 осіб.
Через швидкий приріст населення навіть розвиток агротехніки не завжди рятував селян від злиднів. Земельні наділи, що одержали селяни в результаті реформи, до кінця XIX початку XX століття були уже поділені між синами і внуками колишніх кріпаків. Появилися господарства, які володіли уже четвертою частиною наділу.
Унаслідок Столипінської реформи у 1909-1911 роках частина селян переселилася із Рудки-Козинської на хутори. Відбувається подальше розшарування селян, зростають куркульські господарства, формується сільський пролетаріат. Саме у цей час в основному завершується формування території села в його сучасних межах.

### 1914—1920 роки
Під час першої світової війни на території села відбувалися воєнні дії. Населення евакуювалось в Курську губернію. У 1915 році німці захопили село і спалили його. Із 89 дворів вціліло лише два. У червні 1916 року російські війська звільнили село від німецьких військ. Лінія фронту тоді проходила по річці Стохід, а в селі розташувалися російські війська.
Хвиля Жовтневого перевороту швидко донеслася до Волині. Вже у листопаді 1917 року полки 126 піхотної дивізії, що входила до складу 39 корпусу Особливої армії, під керівництвом більшовицького Воєнно-Революційного комітету на чолі з прапорщиком О. М. Дмитрієвим встановили у Луцьку і в окрузі Радянську владу. Одразу були обрані керівникі сільських рад, в Рудці-Козинській ним став житель села, вчитель — Корніюк Степан Якович.
Радянська окупація проіснувала у селі недовго, завадили її австро-угорські та німецькі війська, які пробули тут аж до кінця 1918 року. На весні 1919 року село зайняли війська Польської Республіки.
У серпні 1920 року радянська окупація знову повернулася у село завдяки частинам кінної армії Будьонного.

### ІІ Річ Посполита
У жовтні 1920 року польські війська остаточно прогнали радянські війська.
На 30 вересня 1921 року в селі Рудка-Козинська було 98 дворів з населенням 556 чоловік.
У 1920 році в ряди КПЗУ вступили:
- Шпак Петро Семенович
- Корніюк Степан Якович
- Архипчук Олександр Степанович
- Дмитрук Филимон Миколайович

У 1923 році П. С. Шпак створив підпільну революційну групу, члени якої хотіли возз'єднатися із Радянською Україною. Учасники групи розповсюджували комуністичні листівки, літературу, вивішували червоні прапори на революційні свята. Учасники підтримували зв'язок з організаціями КПЗУ з села Доросині та з селища Голоби, звідки вони отримували листівки, літературу і вказівки про проведення революційної боротьби. Найактивнішими учасниками цієї групи були:
- Шпак Петро Семенович
- Корніюк Степан Якович
- Давидюк Варфоломій Лукашович
- Бурячук Володимир Олексійович та ін.

Учасники групи вели активні дії проти польської влади за що були неодноразово покарані.
У селі діяла чотирьохкласна школа, в розпорядженні якої була лише одна класна кімната. Навчання проводилось у дві зміни польською мовою. Українська мова була, але лише як предмет.
У 1936-1937 роках боротьба революційної групи досягла найбільшої гостроти. Селяни вимагали передачі їм землі без викупу і зменшення податків. В ніч на 1 травня 1937 року в селі було вивішено два червоні прапори. Польська поліція розпочала слідство, але виявити винуватців не вдалося, селяни не видали своїх односельчан. Поліція була змушена припинити слідство.

### Друга світова війна
1 вересня 1939 року Німеччина розпочала окупацію Польщі.
17 вересня 1939 року Червона армія перейшла радянсько-польський кордон і приєднала ці землі до Радянської України.
У Рудці-Козинській знову створено радянську владу. Головою сільського виконавчого комітету селяни обрали П. С. Шпака, а секретарем — В. Л. Давидюка. Земельні володіння польських та німецьких колоністів, священика та дяка були конфісковані і передані бідним селянам.
У селі було відкрито крамницю державної торгівлі, де в наявності були: сіль, сірники, гас, мило, зошити, олівці, книги. Також було відкрито сільську бібліотеку та клуб.
Осінню 1939 року було відкрито семирічну школу в якій працювало 7 вчителів. Усі діти шкільного віку було зобов'язані ходити на заняття.
Весною 1940 року за державні гроші було розпочато будівництво семирічної школи на 240 учнів. Для будівництво було використано фундамент, який заклали поляки.
Вечорами на десятихатках проводилось навчання неписьменного дорослого населення. На 1941 рік неписемність в селі було повністю ліквідовано.
Весною 1941 року було вирішено організувати колгосп. До червня 1941 року чотири сім'ї подали заявки на вступ до колгоспу.
22 червня 1941 року Німеччина напала на Радянський Союз. 23 чоловіки із села пішли в діючу армію.
25 червня 1941 року село було окуповане німецькими військами.
Німецькі власті почали розправи над людьми, які були причетні до попередньої влади. Так Шпак П. С., Ващук М. Я., Романюк О. М. та інші були відпралені у Рожище де були піддані катуванню. У ніч з 15 на 16 липня 1941 року Шпак П. С. та Ващук М. Я. були розстріляні.
В першій половині липня 1943 року польський загін напав на село. В результаті цього було вбито 12 жителів і спалено 47 будинків.
За час німецької окупації було замучено 14 чоловік, одного вивезено до Німеччини, зруйновано 37 житлових будинків, 60 надвірних, відібрано 69 голів худоби, 55 свиней, десятки і сотні штук різної птиці. Загалом німці завдали збитків селу на суму 128338 карбованців.
2 березня 1944 року радянські війська ввійшли у Рудку-Козинську. Одразу почалася відбудова села.

### Радянський період
Православний Свято-Троїцький храм в селі не закривався навіть в Радянські часи.
З 1977 по 1990 року настоятелем храму був ієромонах, архімандрит Нифонт (Солодуха)(1948—2017), який завершив свій земний шлях Митрополитом Луцьким та Волинським.

### Незалежна Україна
12 червня 2020 року, згідно з розпорядженням Кабінету Міністрів України  № 708-р, село увійшло до складу Рожищенської міської громади.
19 липня 2020 року, в результаті адміністративно-територіальної реформи та ліквідації Рожищенського району, село увійшло до складу новоутвореного Луцького району.

## Населення
Згідно з переписом УРСР 1989 року чисельність наявного населення села становила 745 осіб, з яких 331 чоловік та 414 жінок.
За переписом населення України 2001 року в селі мешкало 747 осіб.

### Мова
Розподіл населення за рідною мовою за даними перепису 2001 року:
| Мова       | Відсоток |
| ---------- | -------- |
| українська | 99,47 %  |
| російська  | 0,40 %   |

## Постаті
- Хотимчук Євген Якович (* 1951) — український письменник, заслужений журналіст України.